# 레지 윌리엄스 (1986년)

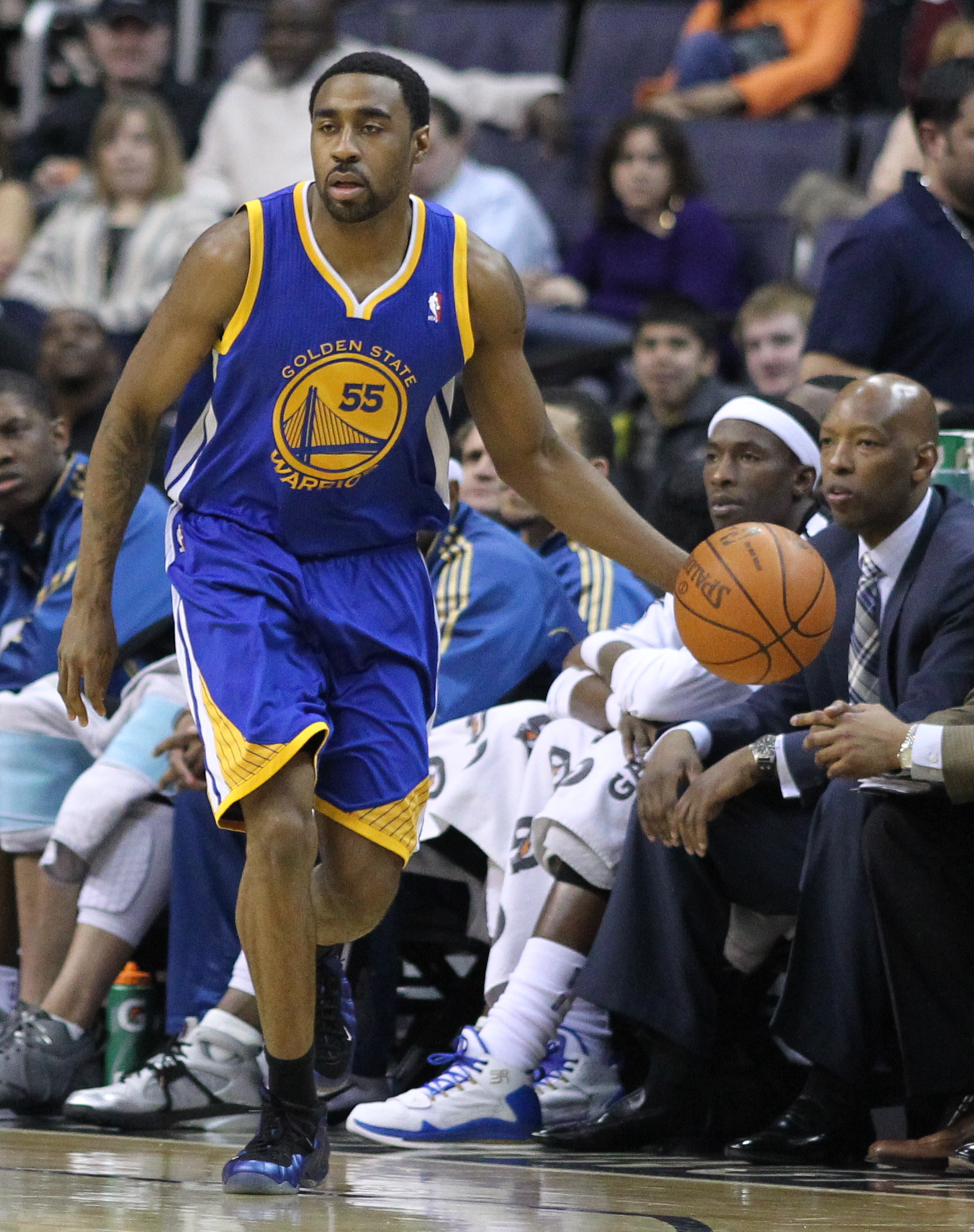

레지 윌리엄스(Reggie Williams, 본명: 레지널드 레온 윌리엄스 2세, Reginald Leon Williams II, 1986년 9월 14일 ~ )는 전미 농구 협회(NBA)에서 5개 팀에서 7시즌을 뛰었던 미국의 전직 프로 농구 선수이다. VMI(버지니아 군사 학교)에서 대학 농구를 했으며 학교의 역대 최고 득점자이자 두 번의 득점 부문에서 미국을 이끌었다.

## 고등학교 경력
윌리엄스는 버지니아 주 프린스 조지에 있는 프린스 조지 고등학교에 다녔으며 고학년 때 경기당 평균 20.5득점, 13리바운드, 8어시스트를 기록했으며 총 41개의 3점슛을 성공시켜 팀을 22승 5패의 기록과 중부 지역으로 이끌었다. 준준결승에서는 이 모든 것이 포인트부터 피벗까지 여러 포지션에서 플레이하는 동안 이루어진다.

## 대학 경력
윌리엄스는 버지니아 군사 연구소에 다녔으며 그곳에서 빠르게 진행되는 VMI 팀을 위해 2시즌 연속 득점을 기록하며 NCAA를 이끌었다. 2007년 4월 윌리엄스는 처음에 시니어 시즌을 건너뛰고 NBA 드래프트에 참가하기로 결정했지만 나중에 시니어 시즌을 위해 학교로 복귀하기로 결정했다. 2008년 3월 1일 윌리엄스는 2,526점을 획득하여 버지니아주의 디비전 I 경력 득점 선두에 올랐다. 윌리엄스는 VMI에서 심리학 학사 학위를 취득했다.